# 上下文无关语言
上下文无关语言是可以用上下文无关文法定义的形式语言。所有上下文无关语言的集合同一于下推自动机所接受的语言的集合。

## 例子
一个原型上下文无关语言是 {\displaystyle L=\{a^{n}b^{n}:n\geq 1\}}，它是所有非空、偶数长度字符串的语言，字符串的整个前半部分都是 {\displaystyle a}，整个后半部分都是 {\displaystyle b}。{\displaystyle L} 由文法 {\displaystyle S\to aSb~|~ab} 生成，并被下推自动机 {\displaystyle M=(\{q_{0},q_{1},q_{f}\},\{a,b\},\{a,z\},\delta ,q_{0},\{q_{f}\})} 接受，这里的 {\displaystyle \delta } 定义如下：
{\displaystyle \delta (q_{0},a,z)=(q_{0},a)}

{\displaystyle \delta (q_{0},a,a)=(q_{0},a)}

{\displaystyle \delta (q_{0},b,a)=(q_{1},x)}

{\displaystyle \delta (q_{1},b,a)=(q_{1},x)}

{\displaystyle \delta (q_{1},b,z)=(q_{f},z)}

这里的 z 是初始栈符号而 x 意味着弹出动作。

上下文无关语言在编程语言中有很多应用。大多数算术表达式可用上下文无关文法生成。

## 闭包性质
上下文无关语言闭合于下列运算下。就是说，如果 L 和 P 是上下文无关语言而 D 是正则语言，下列语言也是上下文无关语言：
- L 的 Kleene星号 {\displaystyle L^{*}}
- L 在字符串同态 φ 下的像 φ(L)
- L 和 P 的串接 {\displaystyle L\circ P}
- L 和 P 的并集 {\displaystyle L\cup P}
- L 和（正则语言）D 的交集 {\displaystyle L\cap D}

上下文无关语言不闭合于补集，交集或差集下。

### 在交集下不闭包
上下文无关语言不闭合于交集下。其证明在 Sipser 97 中被作为习题给出。选用语言 {\displaystyle A=\{a^{m}b^{n}c^{n}\mid m,n\geq 0\}} 和 {\displaystyle B=\{a^{n}b^{n}c^{m}\mid m,n\geq 0\}}，它们都是上下文无关的。它们的交集是 {\displaystyle A\cap B=\{a^{n}b^{n}c^{n}\mid n\geq 0\}}，它可以用上下文无关语言的泵引理证实为非上下文无关的。

## 可判定性性质
上下文无关语言的下列问题是不可判定的：
- 等价：给定两个上下文无关文法 A 和 B，{\displaystyle L(A)=L(B)} 吗？
- {\displaystyle L(A)\cap L(B)=\emptyset } 吗？
- {\displaystyle L(A)=\Sigma ^{*}} 吗？
- {\displaystyle L(A)\subseteq L(B)} 吗？

上下文无关语言的下列问题是可判定的：
- {\displaystyle L(A)=\emptyset } 吗？
- L(A) 是有限的吗？
- 成员关系：给定任何字 w，{\displaystyle w\in L(A)} 吗？（成员关系问题甚至是多项式可判定的 - 参见CYK算法）

## 上下文无关语言的性质
- 上下文无关语言的反转（reverse）也是上下文无关的，但是补（complement）不必须是。
- 所有正则语言都是上下文无关的，因为它们可以用正则文法描述。
- 存在不是上下文无关的上下文有关语言。
- 要证明给定语言不是上下无关的，可以采用上下文无关语言的泵引理。

## 引用
- Michael Sipser. . PWS Publishing. 1997. ISBN 0-534-94728-X. Chapter 2: Context-Free Languages, pp.91–122.